# Scottish Division One 1897/98
Die Scottish Football League Division One wurde 1897/98 zum fünften Mal ausgetragen. Es war zudem die achte Austragung der höchsten Fußball-Spielklasse innerhalb der Scottish Football League, in der der Schottische Meister ermittelt wurde. Sie begann am 4. September 1897 und endete am 11. April 1898. In der Saison 1897/98 traten 10 Vereine in insgesamt 18 Spieltagen gegeneinander an. Jedes Team spielte jeweils einmal zu Hause und auswärts gegen jedes andere Team. Es galt die 2-Punkte-Regel. Bei Punktgleichheit waren die Vereine (mit derselben Punktausbeute) gleich platziert.
Die Meisterschaft gewann zum insgesamt vierten Mal in der Vereinsgeschichte Celtic Glasgow. In dieser Saison stieg keine Mannschaft ab, nachdem alle erstklassigen Klubs wiedergewählt worden waren. Torschützenkönig wurde mit 18 Treffern Robert Hamilton von den Glasgow Rangers.

## Vereine
| Verein              | Stadt     | Stadion            |
| ------------------- | --------- | ------------------ |
| Celtic Glasgow      | Glasgow   | Celtic Park        |
| FC Clyde            | Glasgow   | Barrowfield Park   |
| FC Dundee           | Dundee    | Dens Park          |
| FC St. Bernard’s    | Edinburgh | Powderhall Stadium |
| FC St. Mirren       | Paisley   | St. Mirren Park    |
| Glasgow Rangers     | Glasgow   | Ibrox Park         |
| Heart of Midlothian | Edinburgh | Tynecastle Park    |
| Hibernian Edinburgh | Edinburgh | Easter Road        |
| Third Lanark        | Glasgow   | Cathkin Park       |
| Partick Thistle     | Glasgow   | Meadowside         |

## Statistik

### Abschlusstabelle
| Pl. | Verein                  | Sp. | S  | U | N  | Tore    | Diff. | Punkte |
| --- | ----------------------- | --- | -- | - | -- | ------- | ----- | ------ |
| 1.  | Celtic Glasgow          | 18  | 15 | 3 | 0  | 056:130 | +43   | 33:30  |
| 2.  | Glasgow Rangers (P)     | 18  | 13 | 3 | 2  | 071:150 | +56   | 29:70  |
| 3.  | Hibernian Edinburgh     | 18  | 10 | 2 | 6  | 047:290 | +18   | 22:14  |
| 4.  | Heart of Midlothian (M) | 18  | 8  | 4 | 6  | 054:330 | +21   | 20:16  |
| 5.  | Third Lanark            | 18  | 8  | 2 | 8  | 037:380 | −1    | 18:18  |
| 5.  | FC St. Mirren           | 18  | 8  | 2 | 8  | 030:360 | −6    | 18:18  |
| 7.  | FC Dundee               | 18  | 5  | 3 | 10 | 038:300 | +8    | 13:23  |
| 7.  | Partick Thistle (N)     | 18  | 6  | 1 | 11 | 034:640 | −30   | 13:23  |
| 9.  | FC St. Bernard’s        | 18  | 4  | 1 | 13 | 035:670 | −32   | 09:27  |
| 10. | FC Clyde                | 18  | 1  | 3 | 14 | 021:830 | −62   | 05:31  |

| Zum Saisonende 1896/97 |                                |
| (M)                    | Meister des Vorjahres          |
| (P)                    | Pokalsieger des Vorjahres      |
| (N)                    | Neuzugang aus der Division Two |

### Play-off um den 7. Platz
Das Spiel wurde am 24. März 1898 im Meadowside (Partick) ausgetragen. Es entschied welcher Klub sich zur Wiederwahl stellte.
|           | Ergebnis |                 |
| --------- | -------- | --------------- |
| FC Dundee | 2:0      | Partick Thistle |

## Wahlprozedere
Die Regularien der Scottish Football League sahen vor, dass sich am Saisonende die drei schlechtesten platzierten Teams zu Wiederwahl stellen mussten. Abgestimmt wurde auf der jährlichen Hauptversammlung der Scottish Football League, bei der zugleich über Neuaufnahmen entschieden wurde. Dieses Wahlsystem bestimmte bis 1922 den Auf- und Abstieg zwischen der Division One und Division Two.
| Verein                | # Stimmen | Ergebnis      | Division     |
| --------------------- | --------- | ------------- | ------------ |
| FC St. Bernard’s      |           | wiedergewählt | Division One |
| Partick Thistle       |           | wiedergewählt | Division One |
| FC Clyde              |           | wiedergewählt | Division One |
| FC Kilmarnock         |           | nicht gewählt | Division Two |
| Morton                |           | nicht gewählt | Division Two |
| Port Glasgow Athletic |           | nicht gewählt | Division Two |

Der FC Clyde hat eine zweite Wahlrunde gegen FC Kilmarnock gewonnen.